# Krožni odsek
Króžni odsèk je geometrijski lik, ki ga dobimo tako, da od kroga odrežemo (odsekamo) del omejen s krožnim lokom in tetivo. Če skupni krajišči loka in tetive povežemo s središčem kroga, dobimo  središčni kot, ki ustreza krožnemu odseku. Če krožnemu odseku dodamo trikotnik (glej sliko), dobimo krožni izsek.
Ploščino krožnega odseka lahko izračunamo tako, da najprej izračunamo ploščino ustreznega krožnega izseka in potem odštejemo ploščino ustreznega trikotnika (če je središčni kot večji od 180°, ploščino trikotnika prištejemo).
Ploščina ustreznega krožnega izseka s središčnim kotom θ radianov je:
{\displaystyle p_{iz}={\frac {1}{2}}r^{2}\theta }.
Ploščina trikotnika s stranicama r, ki oklepata kot θ pa je:
{\displaystyle p_{\triangle }={\frac {1}{2}}r^{2}\sin \theta }.
Torej za ploščino krožnega odseka dobimo naslednjo formulo:
{\displaystyle p_{od}=p_{iz}-p_{\triangle }={\frac {1}{2}}r^{2}\theta -{\frac {1}{2}}r^{2}\sin \theta ={\frac {1}{2}}r^{2}(\theta -\sin \theta )}
Ker je sinus konkavnega kota negativen, formula velja, tudi če je središčni kot večji od 180°.